# Torre Morelos
La torre Morelos es un edificio que se encuentra ubicado en la autopista México - Acapulco en la ciudad de Cuernavaca, Morelos. El edificio es sede de la Secretaría de Seguridad Pública del Estado de Morelos. Su altura es de aproximadamente 67,2 metros. lo que la convierte en el edificio más alto de Cuernavaca superando la Torre del Seguro Social.
- Datos: Q6150205